# Банніков Віктор Максимович
Ві́ктор Макси́мович Ба́нніков (28 квітня 1938, селище Лугини Житомирської області — 25 квітня 2001, Київ) — український радянський футболіст, воротар. Вихованець житомирської заводської команди. Заслужений майстер спорту СРСР (1991). Перший президент Федерації футболу України з 1991 до 1996 року. Перший віце-президент Федерації футболу України з 1996 до 2001 року. Заслужений працівник фізичної культури і спорту України (1998).

## Кар'єра гравця
- «Авангард» Житомир (1959)
- «Шахтар» Коростишів (1960)
- «Десна» Чернігів (1960—1961)
- «Динамо» Київ (1961—1969)
- «Дніпро» Дніпропетровськ (1970)
- «Торпедо» Москва (1970—1973)
- За футбольну збірну СРСР зіграв 14 матчів. Перший матч провів 29 листопада 1964 року проти Болгарії, котрий завершився у нічию 0:0. Останній матч за збірну провів 6 серпня 1972 року проти Швеції, котрий завершився нічиєю 4:4.

Досягнення
- Чемпіон СРСР 1966, 1967 та 1968 років.
- Володар Кубка СРСР 1964, 1966 та 1972 років.
- двічі ставав «Воротарем року»: 1964, 1970
- Був у складі збірної СРСР на чемпіонаті світу 1966 року.
- Внесений Міжнародною федерацією футбольної історії та статистики (IFFHS) до рейтингу голкіперів, які відстояли «на 0» найбільшу кількість часу (без перерв) в національних чемпіонатах, під № 19. За те, що, граючи за Динамо (Київ) в період з 7 серпня 1967 до 17 квітня 1968, впродовж 1 127 хвилин ігрового часу не пропустив жодного м'яча.

## Тренерська кар'єра

Могила Віктора Баннікова на Байковому кладовищі (ділянка № 52а)

- Наставник команди «Зоря» Ворошиловград (1976).
- Головний тренер команди «Спартак» Житомир (1977—1978).